# امیررضا ده‌بزرگی
امیررضا ده‌بزرگی (زاده ۴ بهمن ۱۳۸۱) کشتی‌گیر فرنگی‌کار ایرانی اهل استان فارس است.
از افتخارات وی می‌توان به کسب مدال برنز مسابقات قهرمانی کشتی آسیا ۲۰۲۴ اشاره کرد.

## فعالیت حرفه‌ای ورزشی

### قهرمانی کشتی آسیا ۲۰۲۴
در وزن ۶۰ کیلوگرم امیررضا ده بزرگی پس از استراحت در دور نخست، در دور دوم با نتیجه ۹ بر صفر جوی هوانگ از چین تایپه را از پیش رو برداشت. وی در دور سوم مقابل اسلام جان عزیزاف از تاجیکستان را با نتیجه ۸ بر ۵ از پیش رو برداشت و به مرحله نیمه نهایی راه یافت. وی در این دیدار مقابل ژولامان شارشنبکوف قهرمان دنیا از قرقیزستان با نتیجه ۱۱ بر صفر مغلوب شد و راهی دیدار رده بندی شد. او در مرحله رده بندی مقابل بهرام اف از ازبکستان قرار گرفت و با نتیجه ۹ بر صفر به پیروزی رسید و صاحب مدال برنز شد. 